# Wladislaus van Liegnitz
Wladislaus van Liegnitz (6 juni 1296 -) was de jongste zoon van hertog Hendrik V de Dikke en Elisabeth van Polen. Wladislaus werd geboren na het overlijden van zijn vader. Zijn moeder Elisabeth (-1304) en zijn oom Bolko I van Schweidnitz (-1301) nemen het regentschap waar. Na de dood van Bolko wordt Hendrik van Wierzbno de beschermheer van de kinderen van Hendrik V de Dikke. Deze wordt in 1302 vervangen door Wenceslaus II van Bohemen.
In 1311 wordt hertog Bolesław wegens zijn verkwistende levensstijl verplicht om het hertogdom te delen met zijn jongere broers Hendrik en Wladislaus. Het hertogdom wordt in drieën verdeeld: Wrocław, Legnica en Brzeg. Als oudste mag Bolesław eerst zijn keuze maken en kiest tot ieders verwondering het kleinste deel, Brzeg. Vermoedelijk wilde Bolesław zijn uitgavenpatroon verderzetten en hoopte hij op een compensatie van zijn broers als hij voor het kleinste hertogdom koos. Het beste deel, Breslau, kwam hierdoor terecht bij Hendrik VI, die de afgesproken geldsom aan zijn oudste broer betaalde. Wladislaus kreeg Liegnitz, maar had niet de middelen om de afgesproken geldsom te betalen en verloor al het volgende jaar zijn hertogdom. In 1314 begint Wladislaus een geestelijke loopbaan, maar verbreekt in 1324 zijn gelofte van kuisheid. Wladislaus huwt met een dochter van Bolesław II van Mazovië, Anna. Het huwelijk bleef zonder kinderen.
In 1328 verstoot hij zijn vrouw en keert terug naar Silezië. Hij verkoopt in 1329 zijn rechten op het hertogdom Liegnitz aan Jan de Blinde. Hierdoor wordt Bolesław de Verkwister ertoe verplicht de eed van trouw af te leggen jegens de koning van Bohemen.
Het geld van Jan de Blinde is spoedig op en Wladislaus wordt hoofd van een roversbende, die het gebied van zijn broer Bolesław plundert. Hij wordt echter aangehouden en gedurende een half jaar gevangengezet in het kasteel van Liegnitz. Hij komt pas vrij na tussenkomst van zijn broer Hendrik. Alhoewel hij een rente van zijn broers krijgt, begint hij opnieuw te roven. Hij wordt opnieuw aangehouden nu gevangengenomen voor meer dan een jaar. Wanneer hij vrijkomt is Wladislaus nog slechts een schim van zichzelf.